# Euglandina striata
Euglandina striata é uma espécie de molusco gastrópode terrestre predador pertencente à família Spiraxidae e classificada por Otto Friedrich Müller no ano de 1774. É nativa do norte da América do Sul e aparentada com a espécie invasora Euglandina rosea.

## Descrição da concha, animal e hábitos
Esta espécie apresenta conchas alongadas e com espiral moderadamente alta, sem umbílico. Possuem em sua superfície lamelas de crescimento visíveis e um ápice (parte inicial da espiral) arredondado. O comprimento varia de 5.5 a 6.5 centímetros. Lábio externo fino e arredondado. A coloração da concha e animal é de um amarelado pálido, com este último possuindo um corpo longo e delgado e hábito alimentar carnívoro. A concha apresenta estrias de um marrom avermelhado.

## Distribuição geográfica
Euglandina striata é uma espécie nativa do norte da América do Sul, na Colômbia, Peru, Bolívia e Brasil. No Brasil, é encontrada nos estados do  Amapá, Rondônia e Amazonas.